# Karl-Heinz Kerll
Karl-Heinz Kerll (* 1. März 1930 in Münster; † 15. Oktober 2010) war ein deutscher Sportfunktionär. Er war Mitglied im Vorstand des Verband Deutscher Sporttaucher (VDST) sowie lange Jahre Vizepräsident des Internationalen Tauchsportverbandes (CMAS).

## Werdegang
Kerll wurde als Sohn des Ehepaars Heinrich und Marie Kerll geboren. Nach einem Studium der Chemie, das er mit Diplom abschloss, war er als Geschäftsführer im Management einiger Firmen im In- und Ausland tätig.
Über seinen beruflichen Wirkungskreis hinaus gestaltete er ab Beginn der 1960er Jahre die Entwicklung des Tauchsports in verschiedenen Funktionen wesentlich mit.
Zudem beschäftigte er sich mit dem Thema Erdstrahlen. In über 100 Vorträgen vermittelte er Informationen zu diesem Phänomen und verfasste dazu auch mehrere Bücher.
Im Laufe seines Lebens sammelte Kerll eine Vielzahl von Dokumente und Fotos zur Geschichte des Sporttauchens in Deutschland. Dazu publizierte er einige Bücher. Sein umfangreiches Tauchsport-Archiv ging nach seinem Tod in den Besitz des VDST und befindet sich momentan in der Geschäftsstelle des Verbandes in Offenbach am Main.

## Veröffentlichungen
- CMAS Sports Committee Manual. 2. Aufl., Verlag Stephanie Naglschmid, Stuttgart 1988.
- CMAS Fin Swimming Manual. 2. Aufl., Verlag Stephanie Naglschmid, Stuttgart 1989.
- Verband Deutscher Sporttaucher e. V. Chronik 1954–1994. VDST, Mörfelden-Walldorf 1994.
- Morbus Bechterew. Eigenverlag, Münster 1994.
- Erholungsgebiet Niedersonthofener See mit dem „Ort der Kraft“ am Illerwehr. Verlag Stephanie Naglschmid, Stuttgart 1995.
- Heilkräfte von Steinen und Mineralien. Unter besonderer Berücksichtigung von Farben, Chakren, Tierkreiszeichen und Planeten. Eigenverlag, Münster 1998.
- Orte der Kraft. Erdstrahlen und ihre Wirkungen auf den Menschen. Eigenverlag, Münster. Libri Books on Demand, 2000, ISBN 3-8311-0655-X.
- Energie-Plätze. Erdstrahlen und ihre Wirkungen auf den Menschen. Eigenverlag, Münster. Libri Books on Demand, 2002, ISBN 3-8311-3351-4.
- Meeresfrüchte. Leckerbissen für den Koch – Gewissensbisse für den Taucher. Eigenverlag, Münster 2005 (mit Jürgen Berlinghoff).
- Chronik des Tauchsports 1954–2009. CD-Ausgabe 1, Version 14, Eigenverlag, Münster 2008.

## Auszeichnungen
- 1975: Goldene Ehrennadel des Verband Deutscher Sporttaucher (VDST)
- 1980: Goldene Ehrenplakette des Tauchsportverband Nordrhein-Westfalen
- 1980: Ehrenpräsident des Tauchsportverband Nordrhein-Westfalen
- 1980: Goldene Ehrennadel des Internationalen Tauchsportverbandes (CMAS)
- 1984: Sportplakette des Landes Nordrhein-Westfalen
- 1987: Goldmedaille des Internationalen Tauchsportverbandes (CMAS)
- 24. Juli 1987: Bundesverdienstkreuz am Bande
- 29. November 1994: Bundesverdienstkreuz I. Klasse
- 1997: Mitgliedernadel mit Goldkranz des VDI
- 12. Dezember 2008: Großes Verdienstkreuz
- Ehrenmitglied verschiedener Sportvereine und Sportverbände im In- und Ausland